# Рулофс, Виллем
Виллем Рулофс (нидерл. Willem Roelofs; 10 марта 1822, Амстердам — 12 мая 1897, Берхем, Бельгия) — голландский живописец-пейзажист, акварелист, офортист и литограф гаагской школы. Естествоиспытатель- энтомолог.

## Биография
Виллем Рулофс родился в Амстердаме, затем семья переехала в Утрехт, где его отец стал членом Общества живописцев и рисовальщиков. Юноша брал уроки у живописца Абрахама Хендрика Винтера. В июне 1839 года они переехали в Гаагу, чтобы молодой Виллем мог учиться в Академии изобразительных искусств и стажироваться в мастерской Хендрика ван де Санде Бакхёйзена.
В 1841 году Виллем вместе с Бакхёйзеном путешествовал по Рейну. Вначале Виллем Рулофс работал в Утрехте, делая оттуда поездки во все концы Голландии.
В 1847 году он участвовал в основании Гаагского общества художников «Пульхри студио» (Pulchri Studio) в доме Яна Харденберга вместе с Йоханом Хендриком Вейссенбрухом, Яном Вейсенбрухом, Яном Фредериком ван Девентером, Виллемом Антони ван Девентером, Якобом Яном ван дер Маатеном, Йоханнесом Босбумом и другими.
Он провёл некоторое время в столице Франции городе Париже и, наконец, поселился в Гааге. В 1847 году он неожиданно покинул Гаагу, переехал в Брюссель и оставался там до 1887 года. С 1866 по 1869 год в мастерской Рулофса обучался живописи Хендрик Виллем Месдаг, который впоследствии стал одним из главных мастеров гаагской школы. Другими учениками были Пауль Йозеф Константин Габриель, Ян Теодор Круземан, Александр Моллингер и Франс Смиссарт.
В 1851 году Рулофс работал в Барбизоне. Очарованный природой, он возвращался туда в 1852 и 1855 годах. В Брюсселе в 1856 году он помог основать Королевское общество бельгийских акварелистов (Société Royale Belge des Aquarellistes). Его ранние пейзажи с высоким облачным небом, водными просторами, равнинами и пасущимися стадами, типичны для живописцев-барбизонцев. Поэтому Рулофс считается одним из новаторов гаагской школы, предвосхищавшей открытия французских импрессионистов.
Картины этого художника изображают почти исключительно голландские равнины или холмистые местности Арденн, оживлённые по большей части фигурами пастухов и крестьян. Они отличаются точной передачей преимущественно сурового образа северной природы Голландии.
В музее Академии художеств в Санкт-Петербурге (собрание графа Кушелева-Безбородко) имеется образец работ Рулофса — пейзаж с прудом и поселянином, ловящим рыбу. В санкт-петербургском Эрмитаже хранится картина Рулофса «Пейзаж с озером».
Кроме живописи, Рулофс успешно работал в гравюре, и его офорты по собственным рисункам ценят коллекционеры.
Как естествоиспытатель, Рулофс занимался энтомологией: он изучал насекомых и издал несколько статей в научных журналах и для Музея естественной истории в Лейдене. В 1855 году он основал Бельгийское общество энтомологов, председателем которого стал в 1878 году.
В 2006 и 2007 годах проходила ретроспективная выставка произведений Рулофса под названием «Дыхание природы» (De adem der natuur), сначала в Музее Яна Кунена в Оссе (26 ноября 2006 — 25 февраля 2007), а затем в Кунсталле в Роттердаме (17 марта — 13 мая 2007). К выставке были изданы монография и каталог.

## Галерея

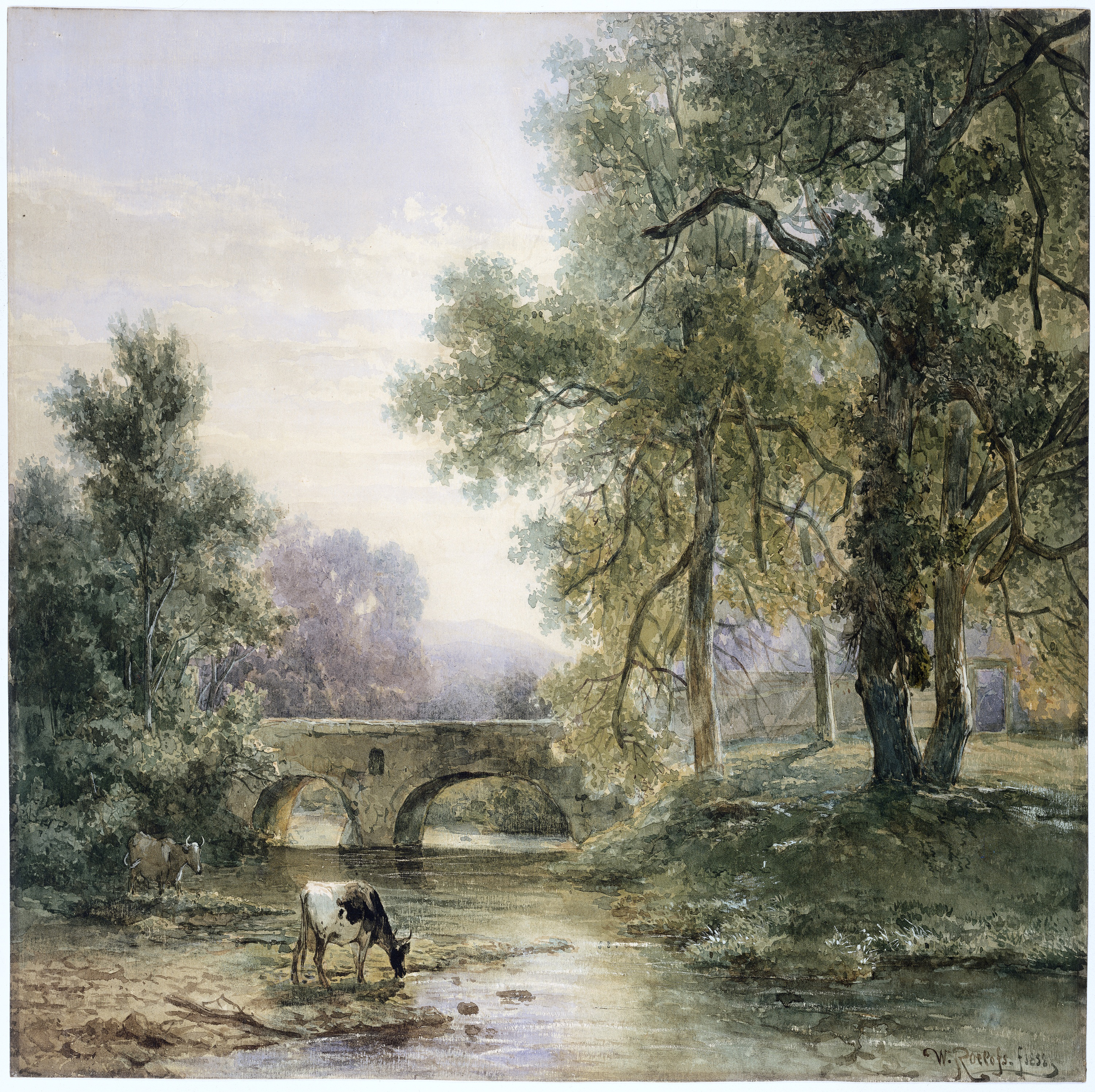
Пейзаж с деревьями и каменным мостом через реку. 1852. Бумага, акварель. Рейксмюсеум, Амстердам
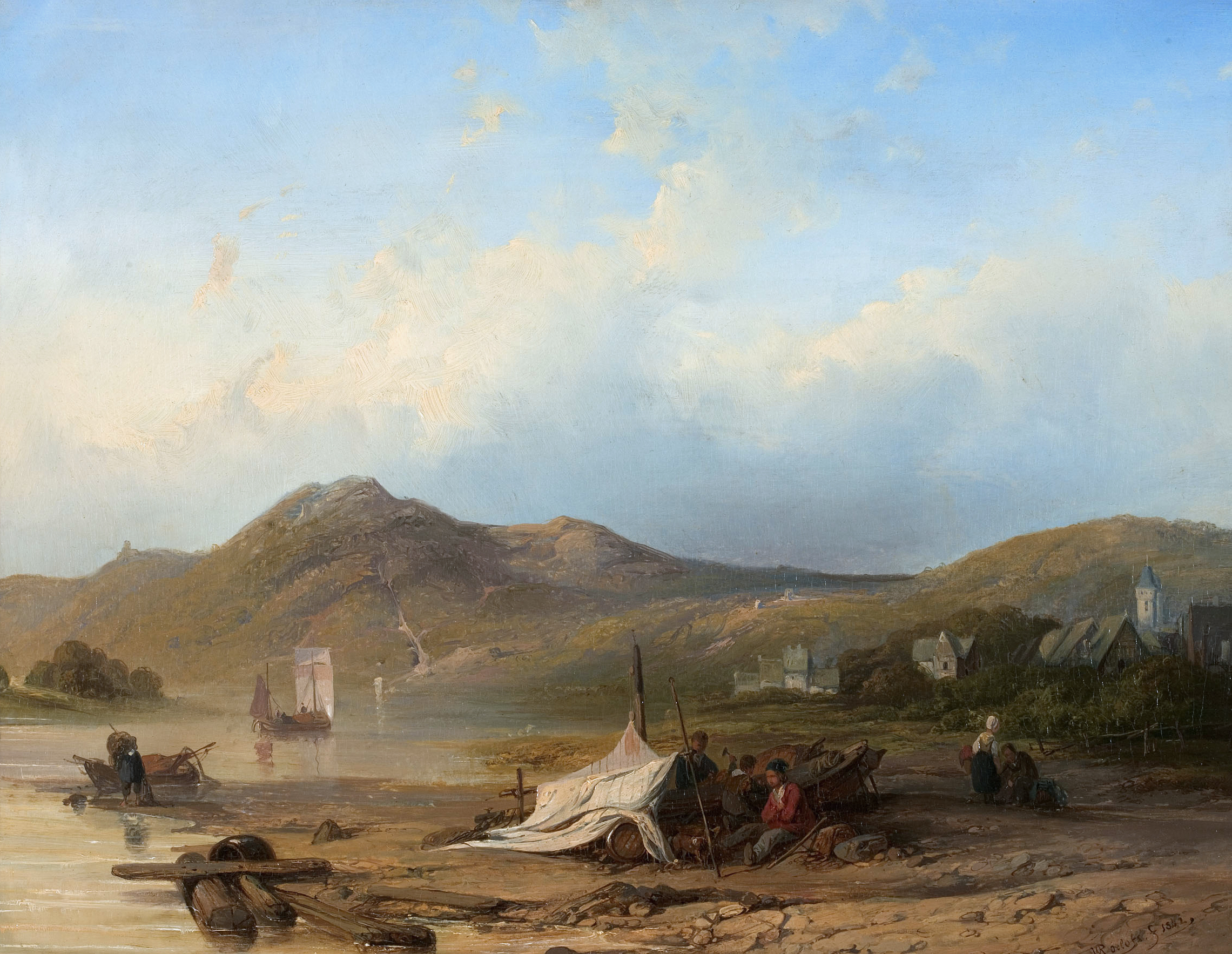
Речной пейзаж. 1842. Дерево, масло. Муниципальный музей, Гаага
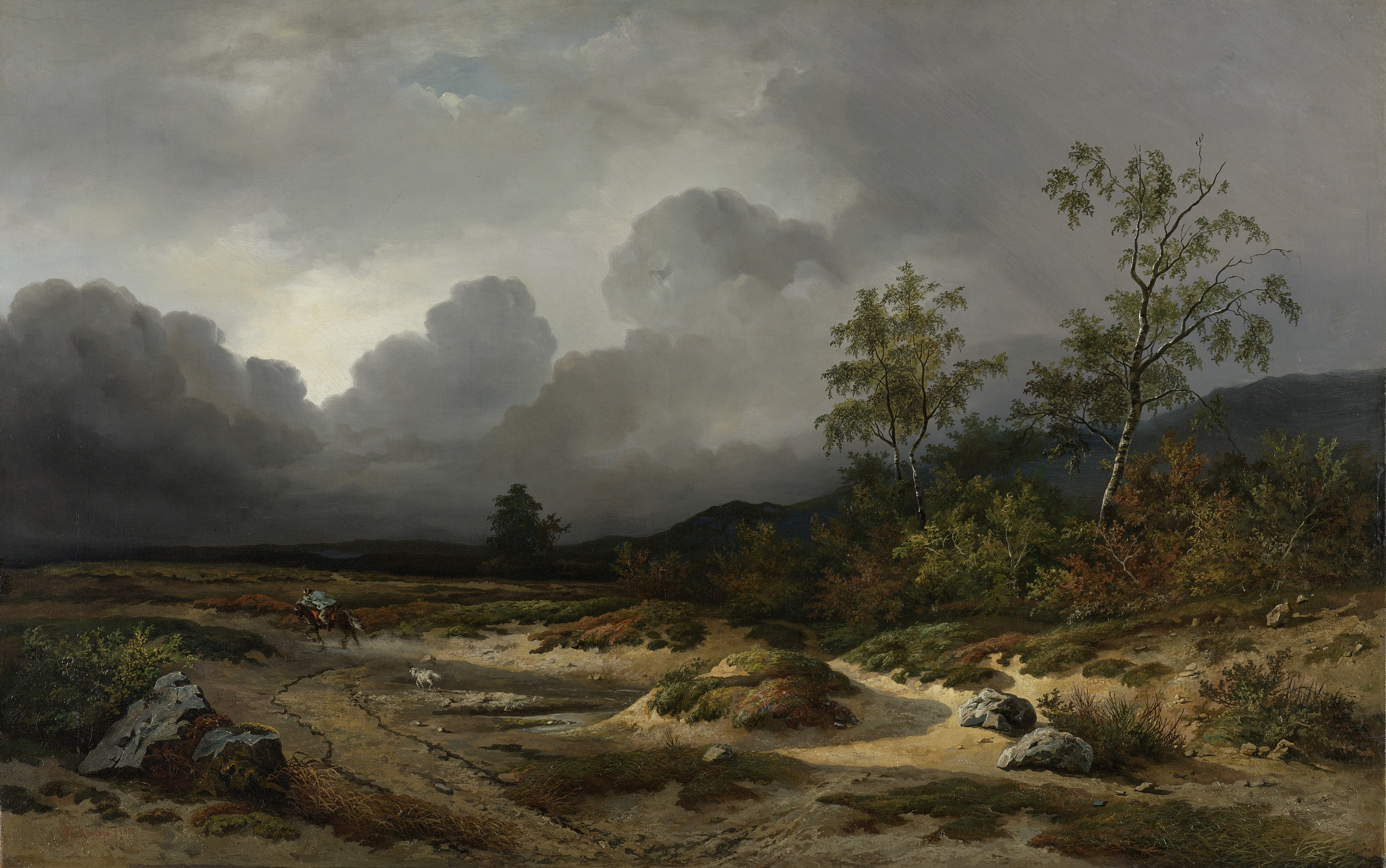
Пейзаж с приближающейся бурей. 1850. Холст, масло. Рейксмюсеум, Амстердам
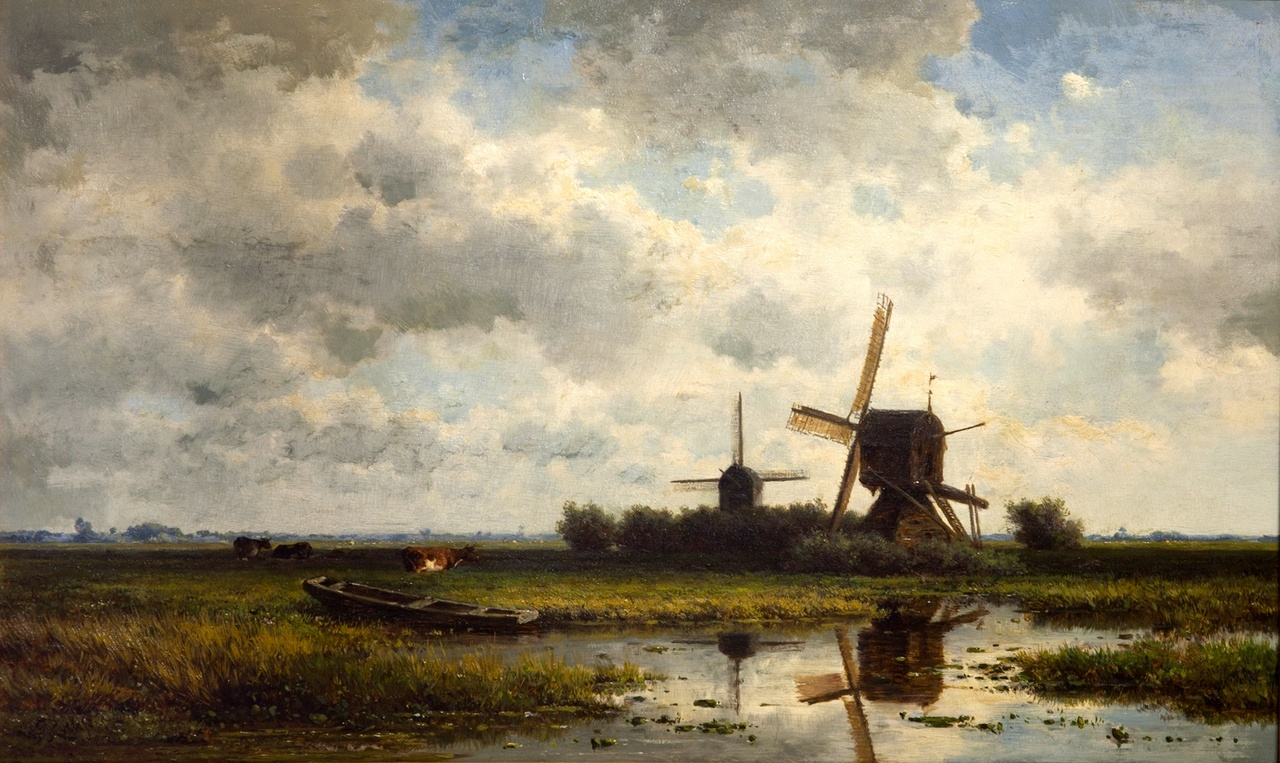
Пейзаж с мельницами. Ок. 1860. Холст, масло. Музей Тейлора, Харлем
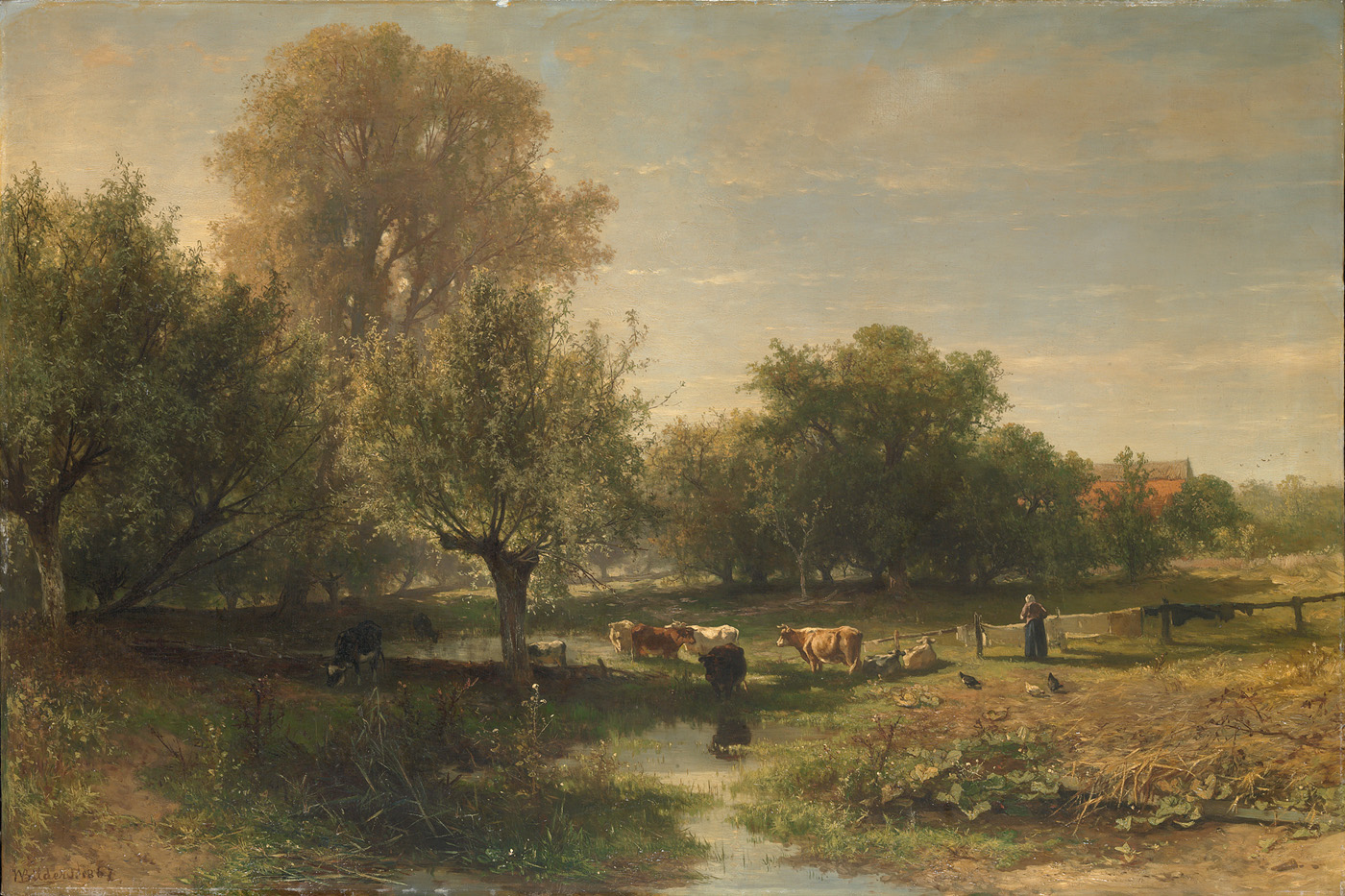
Пейзаж со скотом в Остербеке (провинция Гёльдерланд). 1867. Холст, масло. Исторический музей, Амстердам
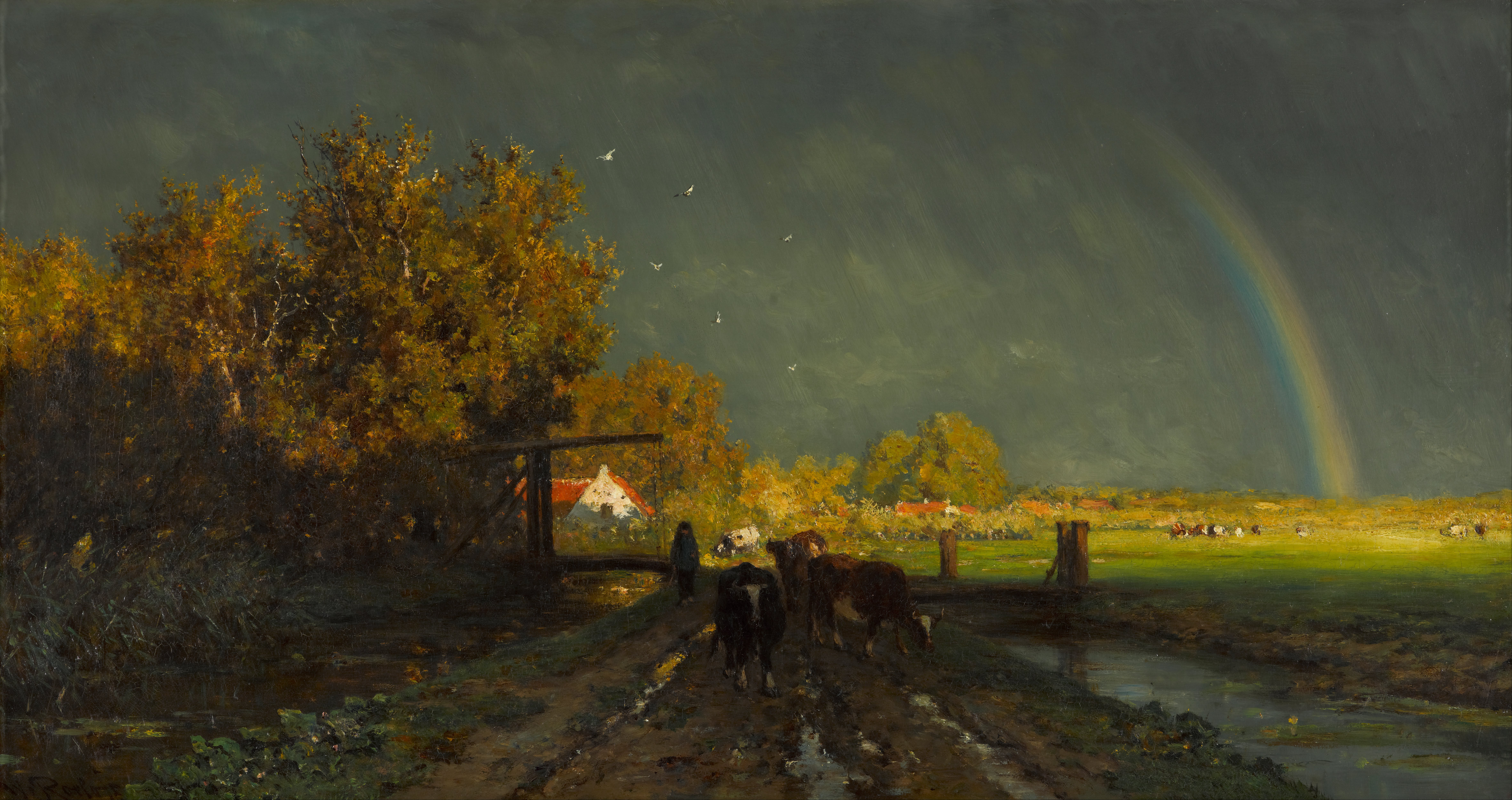
Пейзаж с радугой. 1875. Холст, масло. Художественный музей, Гаага
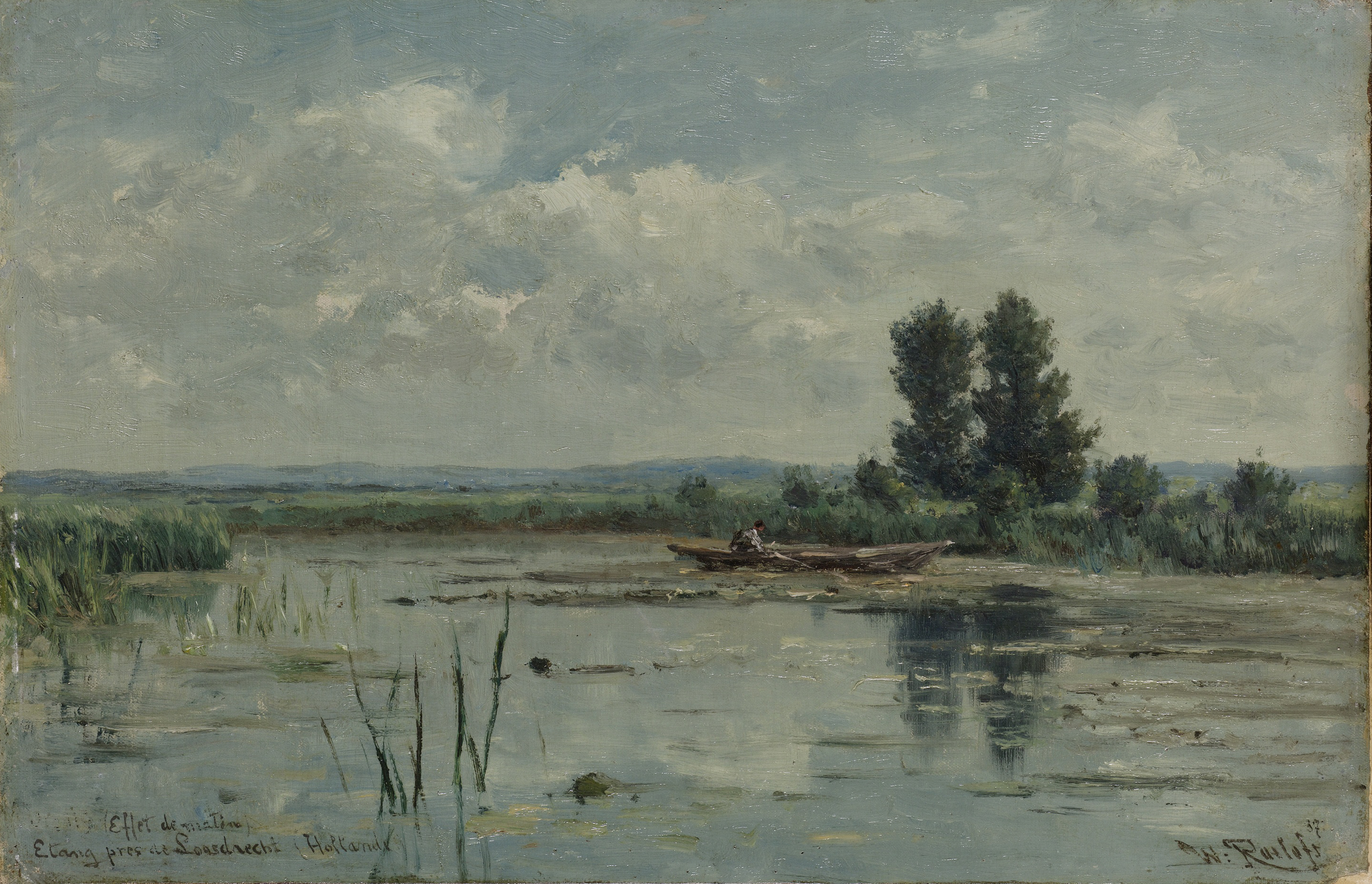
Озеро возле Лосдрехта. 1887. Холст на дереве, масло. Рейксмюсеум, Амстердам